# Ryōgoku Kokugikan
Das Ryōgoku Kokugikan (japanisch 両国国技館), auch bekannt als Sumō-Halle, ist eine Sporthalle in Yokoami, Sumida, Präfektur Tokio, Japan.
Das ursprüngliche gleichnamige Gebäude wurde 1909 erbaut. Es befand sich weiter südlich im benachbarten Stadtteil Ryōgoku. Dann wurde 1954 ein neues Gebäude im Stadtteil Kurame eröffnet. Das Gebäude wurde abgerissen, um für das derzeitige Gebäude Platz zu machen, das 1985 eröffnet wurde. Es besitzt eine Kapazität von 13.000 Sitzplätzen und ist somit das dritte Gebäude in Tokio, das diesen Namen trägt. Es wird hauptsächlich zur Austragung von Sumō-Turnieren (Hon-Basho) verwendet. Hier finden das hatsu basho (Neujahrsturnier) im Januar, das natsu basho (Sommerturnier) im Mai und das aki basho (Herbstturnier) im September statt. Der Sumō-Ringaufbau in der Mitte kann unter die Bodenfläche versenkt werden, so dass die Halle auch für andere Zwecke genutzt werden kann.
Ein Sumō-Museum ist ebenfalls im Gebäude untergebracht. Daneben wird die Halle auch für andere Veranstaltungen wie Wrestling, Boxen und Konzerte benutzt.
Bei den Olympischen Sommerspielen 2020 fanden hier die Boxkämpfe statt.

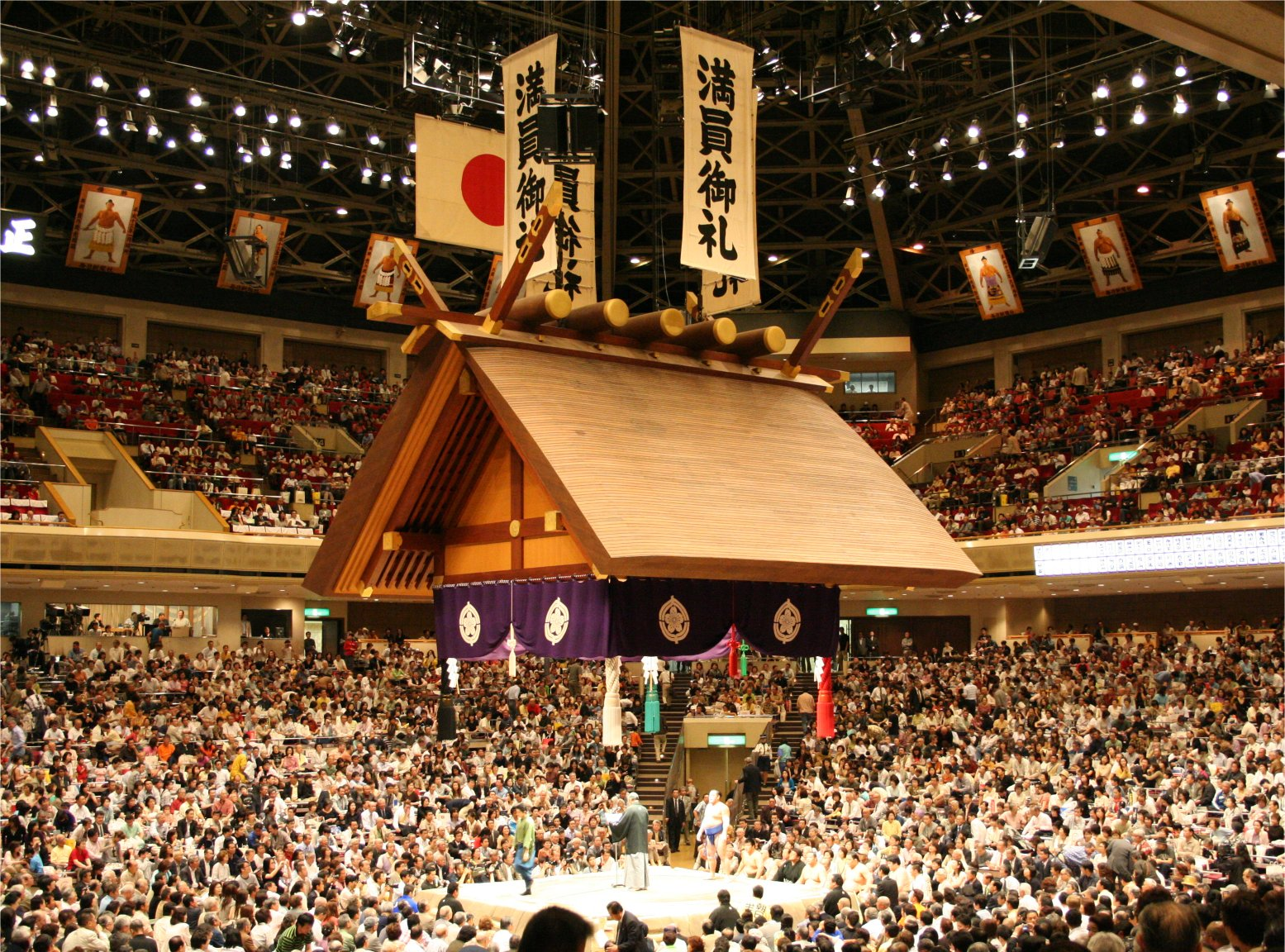
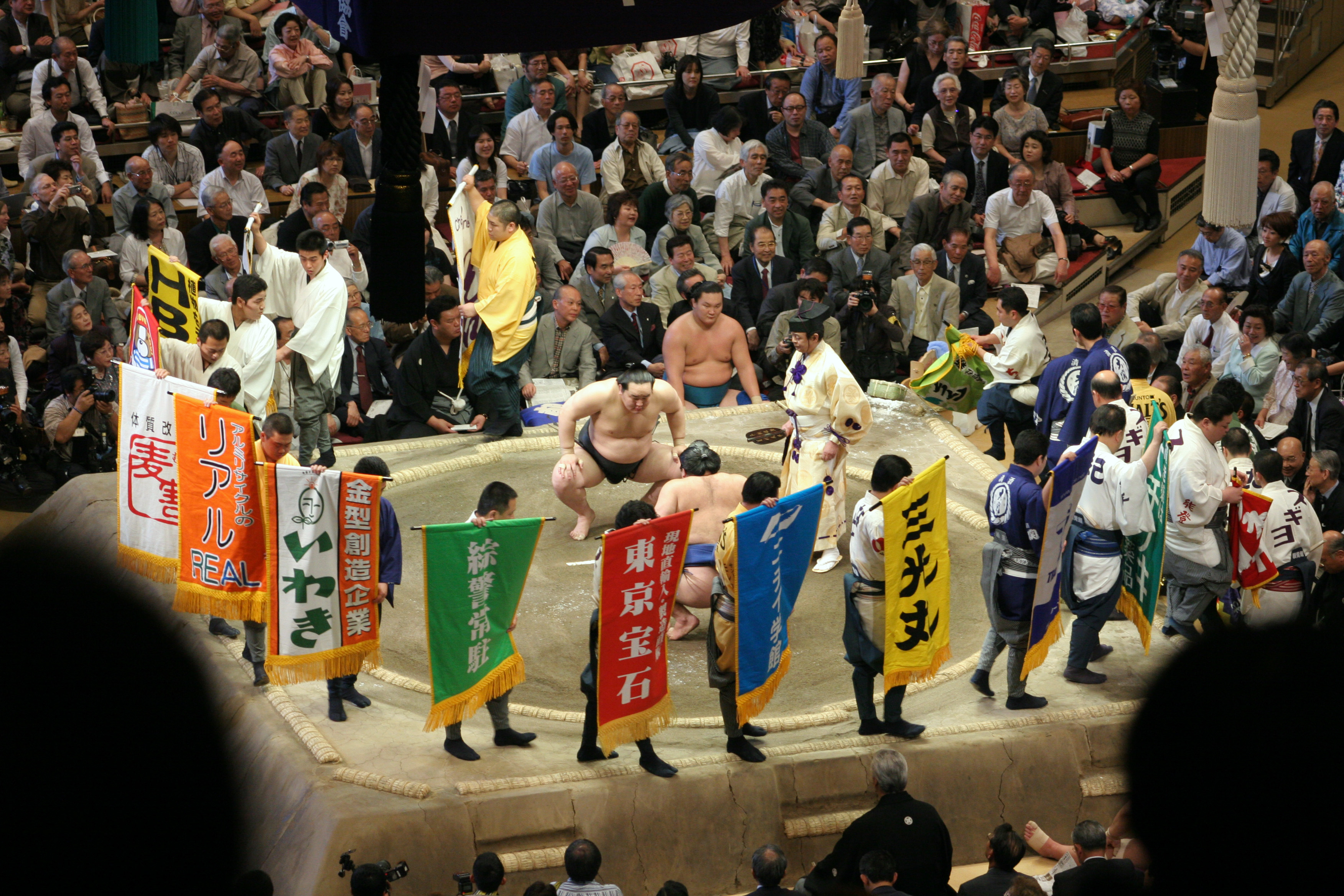
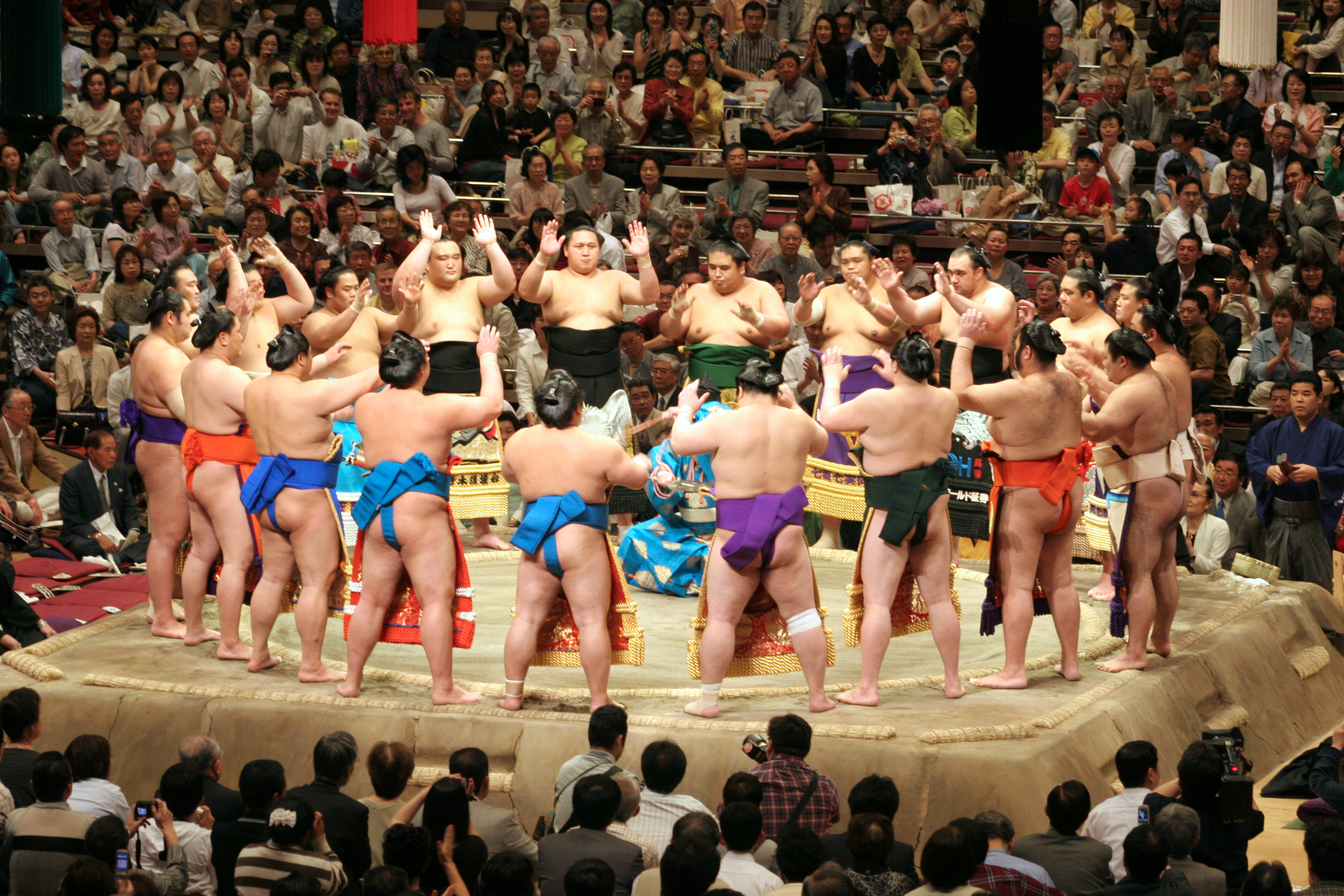
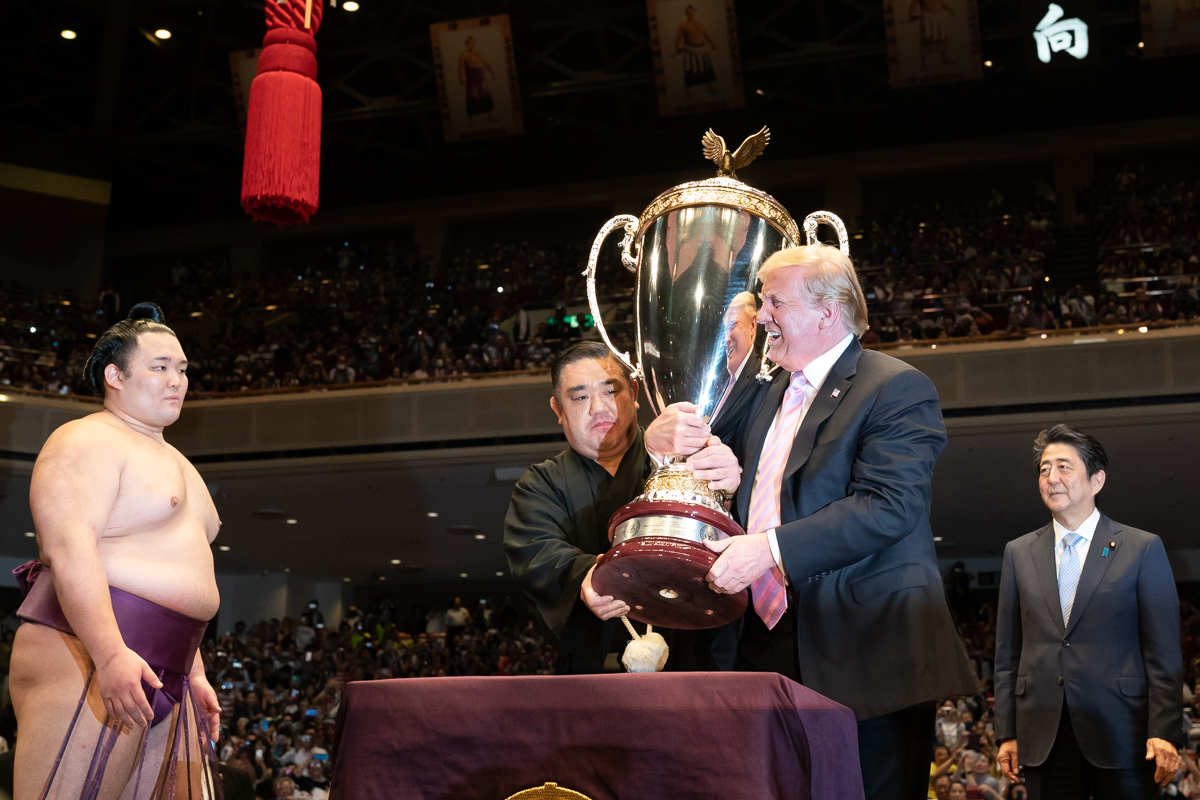
US-Präsidentenpokal
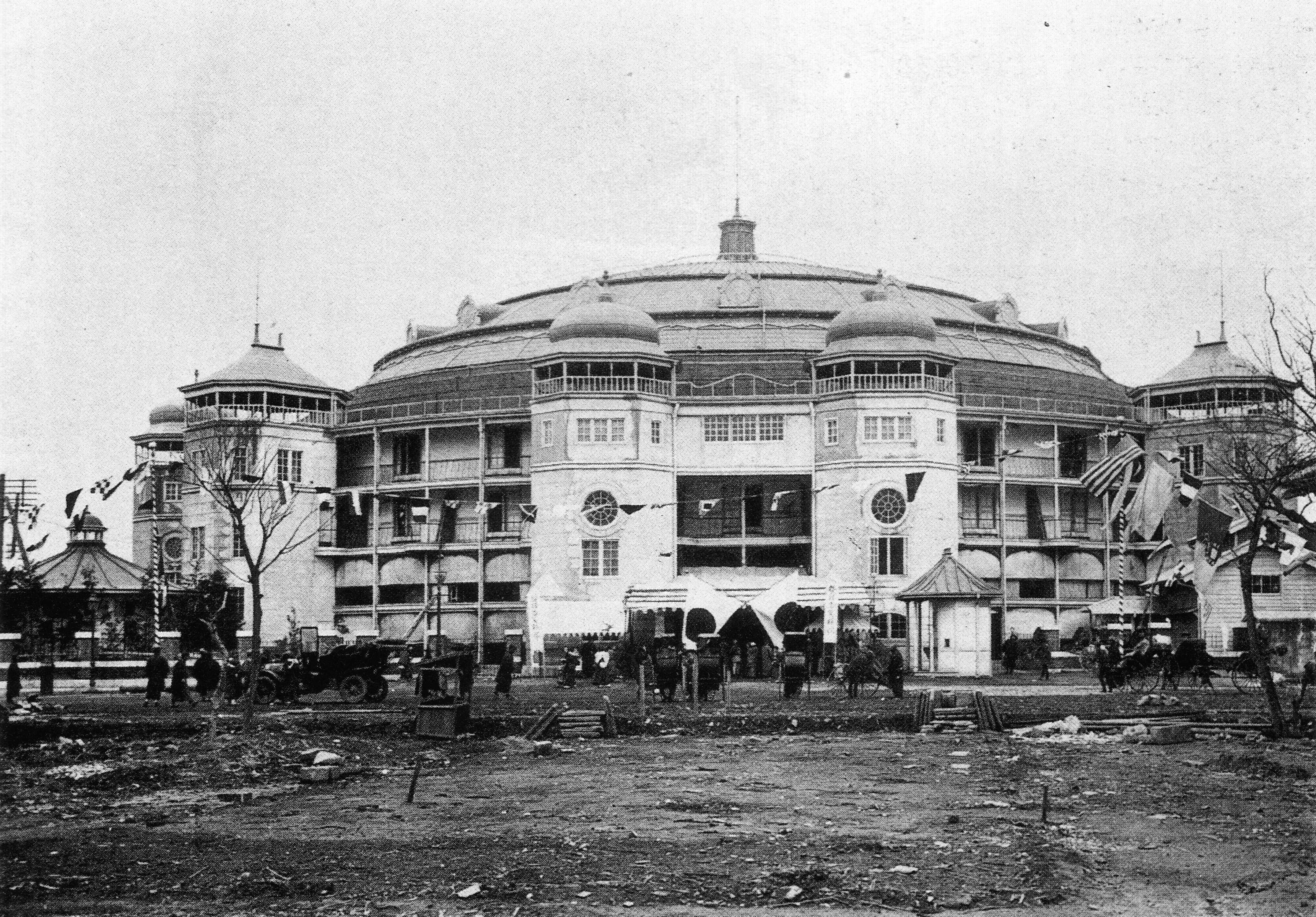
1909
- Yumitori-shiki